# Hellerup Kirke (Gentofte Kommune)
 For alternative betydninger, se Hellerup Kirke. (Se også artikler, som begynder med Hellerup Kirke)
Hellerup Kirke er en kirke i den københavnske forstad Hellerup og er beliggende på Margrethevej nær Strandvejen. Konstruktionen af kirkebygningen blev påbegyndt i 1899 og stod klar til indvielse 14. oktober 1900 i en nyromansk stil efter tegninger af Thorvald Jørgensen, der senere blev arkitekt for Christiansborg Slot. Kirken kostede 86.007,87 kr. at opføre.
Kirkens nuværende alter er udført af Aksel Theilmann i 1950 og er inspireret af middelalderens gyldne altre, der bl.a. findes på Nationalmuseet. I midterpartiet ses Kristus tronende på himmelhvælvingen. Omkring ham svæver de fire evangelistsymboler: Løven, ørnen, mennesket og oksen (hhv: Markus, Johannes, Matthæus og Lukas).
Kirkens glasmosaikruder er udført af Johannes Kragh i tidsrummet 1918-1940. I koret ses fire ærkeengle: Gabriel, Mikael, Rafael og Uriel. Kirkens kor har desuden en mosaikrude udført af C.N. Overgaard.
I rosetvinduet over kirkens indgang ser man et hvidt lam, som er symbolet for Kristus. Rosetvinduet i søndre korsarm viser samme evangelistsymboler, som kan findes på altertavlen.
Altersølvet er tegnet af den kendte arkitekt P.V. Jensen Klint, hvis hovedværk er Grundtvigskirken. Døbefont, dåbsfad og dåbskande i tin og messing er udført af Siegfried Wagner og Mogens Ballin og er repræsentanter for den danske skønvirkestil, der var mode på den tid, da kirken blev bygget. Stolestaderne er fra 1950, og endegavlene på disse er udsmykket med symboler fra lidelseshistorien, udført af Aksel Theilmann.
Kirkens orgel er et Marcussen-orgel med 34 stemmer bygget i 1950.
Menighedshuset er opført i 1980'erne og er tegnet af Gehrdt Bornebusch. Sognets kirkegård, Hellerup Kirkegård, ligger ikke ved kirken, men noget længere væk mellem vejene Niels Andersens Vej, Bernstorffsvej, C.V.E. Knuths Vej og Rygårds Allé.